# Gáborján
Gáborján község Hajdú-Bihar vármegyében, a Berettyóújfalui járásban.

## Fekvése
Berettyóújfalutól keletre fekszik, nem messze a román határtól.
A szomszédos települések: észak felől Konyár, kelet felől Hencida, délkelet felől Bojt, dél felől Váncsod, nyugat felől pedig Szentpéterszeg.

### Megközelítése
Csak közúton közelíthető meg, közvetlen szomszédai közül Szentpéterszeg, illetve Hencida felől a 4812-es, Mezőpeterd-Váncsod felől pedig a 4815-ös úton.
Határai között áthalad az M4-es autóút is, amelynek ráadásul csomópontja is van itt, így az átadása óta, az ország távolabbi részei felől ez a legfontosabb megközelítési útvonala.

## Története
Gáborján település ősi monostoros hely, amely már a tatárjárás előtt is fennállt, akkori neve Gáborján monostora (Geberján-monostora) volt.
Nevét a 15. században említették először a korabeli oklevelek. Többféleképpen írták: Gabrián, Gabán, Gagán, Gábrán, de Geberján-monostora néven is előfordult a 15. századig. A Gáborjáni apátság a lakosság által Földvárként emlegetett területen, a váncsodi-Szentpéterszeg-i határ szegletében (összeszögellésénél) feküdt. 1245-ben birtokosának Raffain bán, 1311-ben Dósa nádor volt a falu földesura. 1451-ben Géberjén néven említették a fennmaradt írásokban. 1455-ben a falut Szabolcs vármegyéhez tartozónak írták le. Gáborján monostora kegyura Debreczeni Dósa nádor volt, a 15. században pedig az ő utódai voltak. A Debreczeniek után a Domoszlayak, majd a Széchyek és a Héderváryak birtokába jutott.
1462-ben a Szokolyi, 1471-ben a Széchyek, és 1476-ban a Hunyadiak 1498-ban pedig a vácsodi Horváth' család volt a birtokosa. Az 1552-ben végzett összeírás alkalmával Gáborján településen 31 és fél portát találtak. A Rákóczi-szabadságharc idején, 1705 végén heves összecsapás zajlott a község határában egy Ilosvay Imre ezredes vezette kuruc csapattest és a császári zsoldban álló rác portyázók között, amely a kurucok vereségével végződött. 1745-ben az Esterházy család volt a falu földesura. Ekkor a faluról feljegyezték azt is, hogy a Berettyó folyón kilenckerekű vízimalma is volt. Lakossága még az 1800-as évek végén is híres volt szalmakalapfonó iparáról. Gáborjánhoz tartozott Szaján-puszta is. A község határában régen két falu is állt, melyek azonban teljesen elpusztultak. A két elpusztult település közül az egyiket, Tótfalu községet említi egy 1405-ben kelt oklevél is, mint Gáborjántól délre fekvő települést.

## Közélete

### Polgármesterei
| Időszak   | Név                             | Jelölő szervezet                | Megjegyzés          |
| --------- | ------------------------------- | ------------------------------- | ------------------- |
| 1990–1992 | Barakony István                 | független                       | hivatalában elhunyt |
| 1992–1994 | Dr. Kincses Béla alpolgármester | Dr. Kincses Béla alpolgármester |                     |
| 1994–1998 | Majosi Gyula                    | független                       |                     |
| 1998–2002 | Majosi Gyula                    | független                       |                     |
| 2002–2006 | Majosi Gyula                    | független                       |                     |
| 2006–2010 | Majosi Gyula                    | független                       |                     |
| 2010–2014 | Majosi Gyula                    | független                       |                     |
| 2014–2019 | Mező Gyula                      | független                       |                     |
| 2019–2024 | Mező Gyula                      | Fidesz-KDNP                     |                     |
| 2024–     | Mező Gyula                      | Fidesz-KDNP                     |                     |

## Nevezetességei
- Református temploma nagyon régi épület, melyet többször is átalakítottak. Pontos építési ideje nem ismert. A mai templom elődje a középkori Szent Szűz egyháza, melynek tornyát részben a későbbi átalakítások is meghagyták. 1651-ben volt az első nagyobb építkezés, 1763-ban temploma és tornya állt a falunak. 1860-ban átalakították, ekkor bontották le középkori apszisát, s egészítették ki a hajót a mai félköríves záródással, s ekkor kapta az oldalhajót a karzattal. Eklektikus homlokzatain középkori, klasszicista és romantikus elemek keverednek.
- A településtől keletre halad el a szarmaták által 324 és 337 között épített, az Alföldet körbekerülő Csörsz-árok vagy más néven Ördögárok nyomvonala.

## Híres emberek
- Itt született 1863. szeptember 6-án Schiff Ernő magyar gyermekgyógyász, orvosi szakíró.
- Itt született 1952-ben dr. Mazsu János történész, debreceni egyetemi docens, Debrecen város alpolgármestere, az Értéktár Bizottság elnöke.
- Itt töltötte gyermekkora egy részét Gajdics Ottó (Nyírbátor, 1963. október 8. –) magyar újságíró, szerkesztő, műsorvezető.

## Népesség
Gáborján lakónépességének alakulása (fő)
2001-ben a település lakosságának 98%-a magyar, 2%-a cigány nemzetiségűnek vallotta magát.
A 2011-es népszámlálás során a lakosok 80,9%-a magyarnak, 6% cigánynak, 0,7% románnak mondta magát (19,1% nem nyilatkozott; a kettős identitások miatt a végösszeg nagyobb lehet 100%-nál). A vallási megoszlás a következő volt: római katolikus 3%, református 48,6%, felekezeten kívüli 21,7% (25,5% nem válaszolt).
2022-ben a lakosság 92,8%-a vallotta magát magyarnak, 10,7% cigánynak, 0,4% románnak, 0,1% szlováknak, 0,1% horvátnak, 0,4% egyéb, nem hazai nemzetiségűnek (7,2% nem nyilatkozott; a kettős identitások miatt a végösszeg nagyobb lehet 100%-nál). Vallásuk szerint 38,3% volt református, 2,1% római katolikus, 0,1% görög katolikus, 2,5% egyéb keresztény, 0,1% ortodox, 0,1% izraelita, 32,7% felekezeten kívüli (24% nem válaszolt).